# Толстянка войлочная
Толстянка войлочная (лат. Crassula tomentosa) — вид суккулентных растений рода Толстянка (Crassula) семейства Толстянковые (Crassulaceae), произрастающий в ЮАР и Намибии. Это двулетнее растение, растет в основном в субтропическом биоме.

## Описание
Многолетники или двулетники высотой 10-60 см во время цветения, с одной или несколькими розетками. Листья продолговато-эллиптические, обратноланцетные, 10-80 х 5-25 мм, могут быть острыми, округлыми или усеченными, войлочно-опушенные с краевыми ресничками, от зеленого до серого цвета.
Соцветие — колосовидный тирс с многочисленными сидячими цветками в плотных кистях, с цветоносом покрытым множеством прицветников, уменьшающихся в размерах кверху. Чашечка имеет доли, обычно широкотреугольные, длиной 2,5-3 мм, тупые, покрытые отходящими или отогнутыми волосками и краевыми ресничками, мясистые, зеленые. Венчик трубчатый, сросшийся в основании на 1-1,5 мм, от грязно-белого до бледно-желтого, с лопастями длиной 2,5-4,5 мм. Тычинки с черными пыльниками.

## Таксономия
Crassula tomentosa Thunb., первое упоминание в Nova Acta Phys.-Med. Acad. Caes. Leop.-Carol. Nat. Cur. 6: 329 (1778).

#### Этимология
Crassula: Родовое латинское наименование, от лат. crassus — «толстый».
Tomentosa: Латинский видовой эпитет, означающий — «войлочный».

#### Синонимы
Гомотипные (основанные на одном и том же номенклатурном типе):
- Purgosea tomentosa (Thunb.) Sweet (1830)
- Sphaeritis tomentosa (Thunb.) Eckl. & Zeyh. (1837)
- Turgosea tomentosa (Thunb.) Haw. (1821)

## Разновидности
Подтвержденные разновидности по данным сайта Plants of the World Online на 2023 год:
- Crassula tomentosa var. tomentosa
- Crassula tomentosa var. interupta (E.Mey. ex Harv.) Toelken

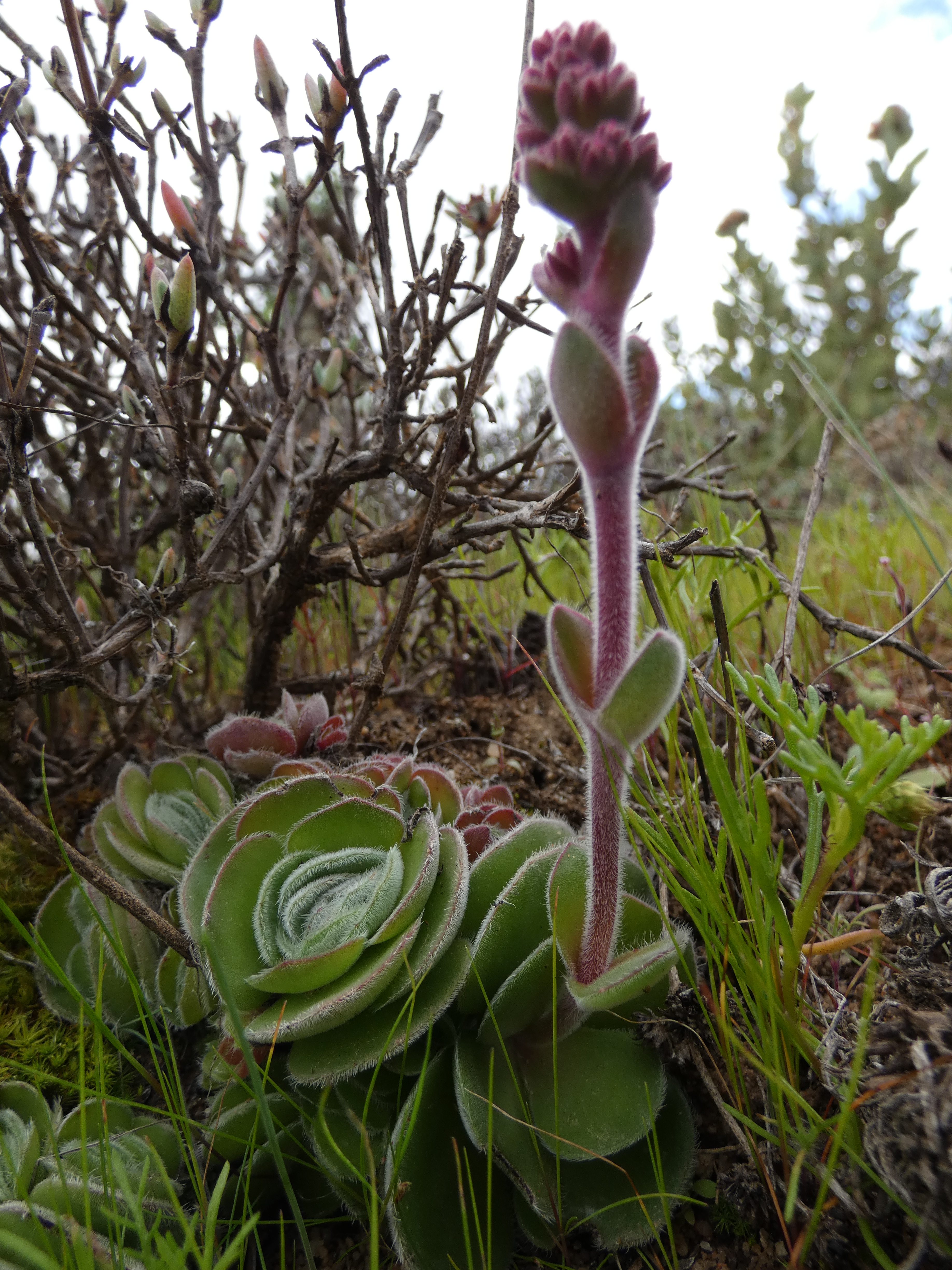
Crassula tomentosa var. tomentosa
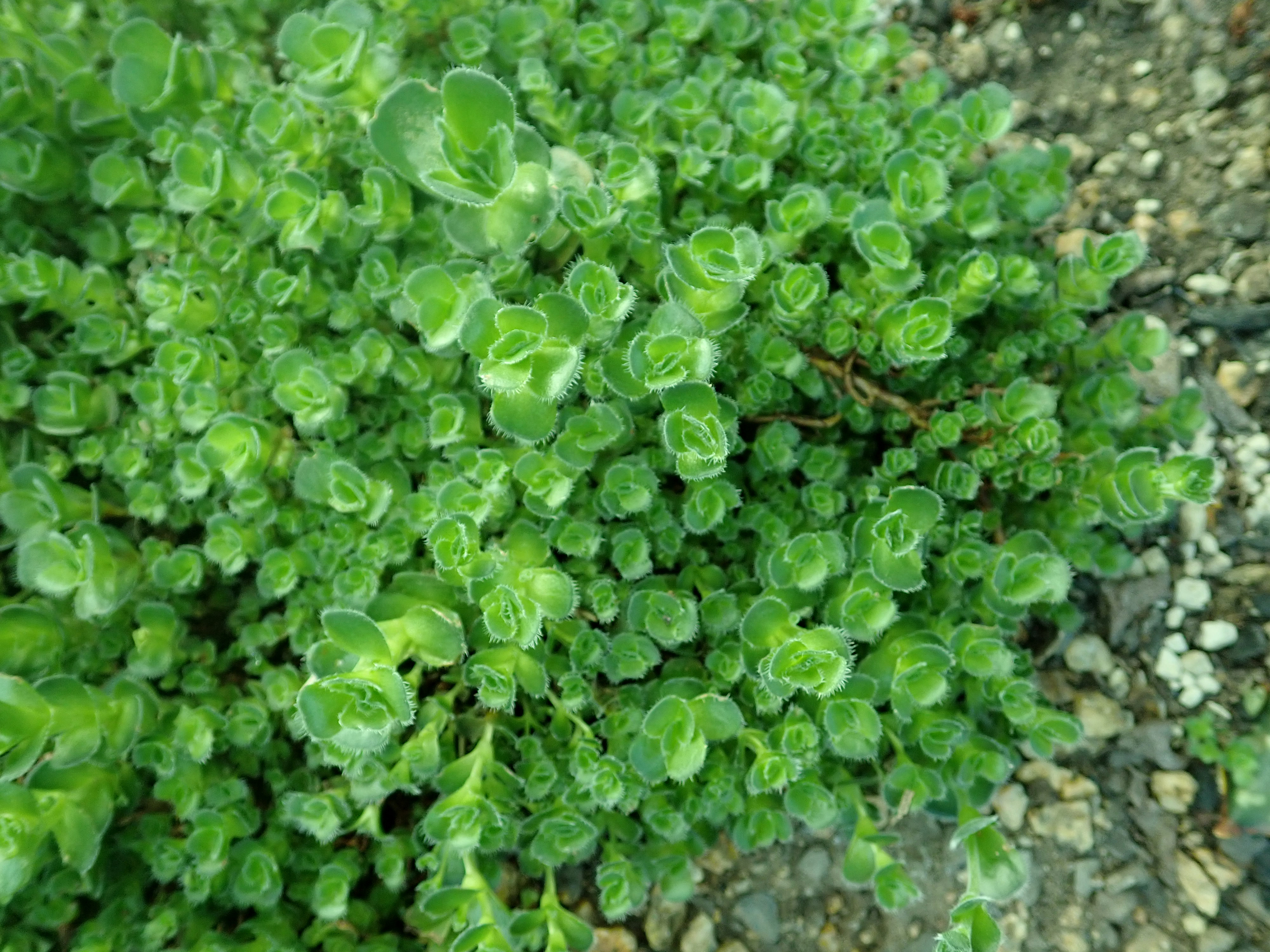
Crassula tomentosa var. interupta